# St. Gallus (Fremdingen)

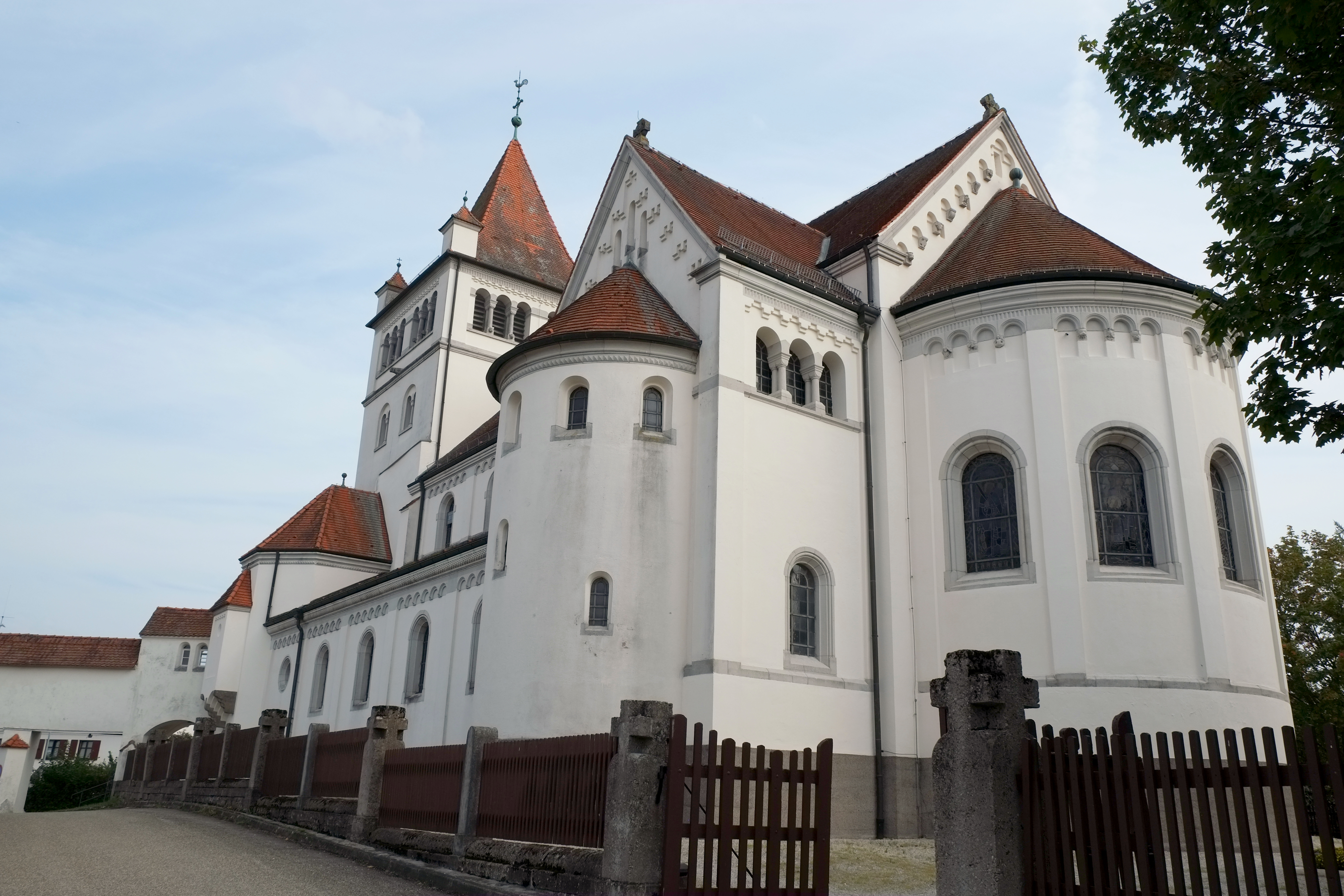
St. Gallus, Fremdingen

Die römisch-katholische Pfarrkirche St. Gallus steht in Fremdingen im schwäbischen Landkreis Donau-Ries von Bayern. Das Bauwerk ist in der Liste der Baudenkmäler in Fremdingen als Baudenkmal unter der Nr. D-7-79-147-5 eingetragen. Die Pfarrei gehört zum Dekanat Nördlingen des Bistums Augsburg.

## Beschreibung
Die Kreuzbasilika wurde 1903–1907 nach Plänen von Leonhard Romeis neu gebaut. Das Langhaus besteht aus einem Mittelschiff und zwei Seitenschiffen. Im Osten des Mittelschiffs steht der Kirchturm auf quadratischem Grundriss, der im Kern ein Chorturm aus dem 14. Jahrhundert ist. Der Chor im Westen des Mittelschiffs wird von den Querarmen des Querschiffs flankiert, an der im Norden die Sakristei und im Süden die Taufkapelle mit Oratorien darüber angebaut sind. An den Chor schließt sich nach Osten eine halbrunde Apsis an. Das oberste Geschoss des Kirchturms beherbergt hinter den Klangarkaden den Glockenstuhl. Er ist bedeckt mit einem Pyramidendach, das mit Ecktürmchen an der Grundfläche besetzt ist. 
Die Decken- und die Wandmalereien im Innenraum stammen von Carl Johann Becker-Gundahl und anderen. Zur Kirchenausstattung gehört ein Hochaltar, einem Flügelaltar, der nach einem Modell von Heinrich Waderé gestaltet wurde. Die Bilder in den Flügeln stammen von Georg Mayer-Franken.